# Dębno (Nowy Targ)
Pour les articles homonymes, voir Dębno.
Dębno est une localité polonaise de la gmina et du powiat de Nowy Targ en voïvodie de Petite-Pologne.